# ASEC Mimosas
El Association Sportive des Employés de Commerce Mimosas (en español: Asociación Deportiva de Empleados Empresariales de Mimosas), más conocido simplemente como ASEC Abidjan, es un club de fútbol marfileño de la ciudad de Abiyán en la región de Lagunes. Fue fundado en 1948, disputa sus partidos como local en el Stade Félix Houphouët-Boigny y juega en la Ligue 1 de Costa de Marfil. Los colores tradicionales del club son el amarillo y negro.
El equipo es el más laureado del fútbol en Costa de Marfil, después de haber ganado la Primera División 23 veces y la Liga de Campeones de la CAF 1998. Además, la Academia ASEC MimoSifcom ha producido un gran número de jugadores internacionales como Bonaventure Kalou, Didier Zokora, Emmanuel Eboué, Gervinho, Salomon Kalou, Romaric, Didier Ya Konan, Touré Yaya, Arthur Boka o Aruna Dindane.

## Historia
El 1 de enero de 1948 un grupo de empresarios franceses y del África Occidental decidieron unir sus esfuerzos en crear un club de fútbol en Costa de Marfil, que aún era un territorio más del África Occidental Francesa. El club fue denominado ASEC Mimosas, acrónimo de Amicale Sportive des Employés de Commerce (en castellano: Asociación Deportiva de Empleados de Comercio) y se fundó en el barrio de Sol-béni, en Abiyán, la ciudad más poblada y capital del territorio colonial marfileño. El nacimiento del ASEC fue paralelo al de su academia de juveniles y su interés por los niños marfileños que estaban en las calles, ya que los principales clubes de la ciudad eran el Stade d'Abidjan y el Jeunesse Club d'Abidjan, fundados ambos durante los años 1930.

### Independencia y primer título (1960-1989)
Costa de Marfil proclamó su independencia de Francia el 7 de agosto de 1960, por lo que ese mismo año dio comienzo la Liga marfileña de fútbol. El ASEC lograría el primer título de liga en la cuarta edición celebrada en 1963. No obstante, el equipo, profesionalmente, acababa de nacer, pues no fue hasta 1954 cuando contrató a su primer entrenador profesional, el francés Guy Fabre. El Stade d'Abidjan aún ganaría las tres siguientes ligas, pero ya fue cediendo terreno al ASEC y al Africa Sports, que se convertirían en los dos grandes clubes de Abiyán y del fútbol marfileño.
El primer gran futbolista en salir de la cantera del ASEC fue el delantero Laurent Pokou, que permaneció en el club desde 1965 hasta 1973, cuando fue fichado por el Stade Rennais. Uno de los momentos más importantes del club fue la llegada a la presidencia de Roger Ouégnin en 1989, hijo de uno de los fundadores y expresidente del club. En ese mismo año, el ASEC encadenó una racha de 108 victorias en liga y superó la que el Steaua de Bucarest tenía con 104 victorias entre 1986-1989. Este récord mundial aún sigue en poder del club africano. La derrota llegó, por cierto, el 19 de junio de 1994 ante el Société Omnisports de l'Armée de Yamusukro (2-1).

### Creación de Académie MimoSifcom
Pero si por algo es recordado el presidente Ouégnin, que sigue ocupando su cargo en la actualidad, es por fundar, junto al exinternacional francés Jean-Marc Guillou, la Académie MimoSifcom, sede de la academia de juveniles del ASEC.
La Academia MimoSifcom es un complejo deportivo que tiene todas las comodidades para los jóvenes futbolistas. En las instalaciones se incluyen residencias para los niños, escuelas y campos de diversos deportes. Además, la academia del ASEC tiene contratos de colaboración con el Charlton Athletic y el KSK Beveren.

### Edad de oro y éxito internacional (1990-presente)
El trabajo pronto comenzó a dar sus frutos y el club consiguió ganar las ligas desde 1990 hasta 1998 de manera consecutiva. Ese año logró su primera Liga de Campeones africana tras vencer al Dynamos de Zimbabue por 2-4 en el partido de vuelta en el estadio Félix Houphouët-Boigny y empatar a cero goles en la ida en Harare. El equipo es, junto al Stade d’Abidjan en 1966, el único en Costa de Marfil que presume de tener en sus vitrinas el máximo torneo continental.
Muchos de los futbolistas de aquella plantilla fueron fichados por clubes europeos, como Tchiressoua Guel, que firmó por el Olympique Marsella y Donald-Olivier Sié, que lo hizo por el Toulouse. Un año antes, el ASEC había vendido a Bonaventure Kalou al Feyenoord e Idrissa Keita al Levante.
Como campeón de la Liga de Campeones de la CAF, el ASEC se enfrentó en la Supercopa de África al Espérance de Túnez, el campeón de la Recopa, en Abiyán. El partido se disputó el 7 de febrero de 1999 y el ASEC, entrenado por el argentino Oscar Fulloné, contaba en sus filas con Boubacar Barry en la portería, Kolo Touré, Siaka Tiené, Gilles Yapi Yapo, Didier Zokora, Bakary Koné y Aruna Dindane. El ASEC ganó en la prórroga por 3-1. Nuevamente, el club no pudo retener a sus estrellas, pero ya contaba para la siguiente temporada con jovencísimos futbolistas como Yaya Touré, Salomon Kalou, Romaric, Arthur Boka, Gervinho o Emmanuel Eboué.

## Afiliaciones
Los siguientes clubes están afiliados a ASEC:
- KSK Beveren
- Charlton
- Feyenoord Ghana[4]

## Jugadores

### Jugadores destacados
| - Khaled Adénon - Mohamed Kaboré - Amara Ouattara - Vincent Angban - Boubacar Barry - Cyriac Gohi Bi - Arthur Boka - Sekou Cissé - Kafoumba Coulibaly - Abdoulaye Djire | - Emmanuel Eboué - Gervinho - Bonaventure Kalou - Salomon Kalou - Seydou Badjan Kanté - Didier Ya Konan - Bakari Koné - Emmanuel Koné - Igor Lolo - Marco Né | - Romaric - Siaka Tiéné - Kolo Touré - Yaya Touré - Lacina Traoré - Gilles Yapi Yapo - Abdul Razak - Seydou Doumbia |

### Academia de juveniles
El ASEC tiene una academia de jóvenes que ha sido descrito como la joya de la corona del fútbol africano. La academia fue fundada por Roger Ouegnin y Jean-Marc Guillou en 1993 en el complejo de entrenamiento en el ASEC. Los estudiantes-atletas se les da una educación, para que tomen clases de matemáticas, historia, geografía, física, francés, inglés y español. Los estudiantes viven en residencias durante la semana y tienen dos sesiones de entrenamiento al día. Ellos juegan los partidos el sábado y recibe atención de la salud y la tutoría.
La lista de exalumnos de la academia del ASEC es impresionante. Incluye: Kolo Touré, Aruna Dindane, Salomon Kalou, Didier Zokora, Yaya Touré, Emmanuel Eboué y Gilles Yapi Yapo, todos los cuales se basan ahora en clubes europeos. ASEC siempre fue la columna vertebral de la selección nacional durante muchos años, incluidos los miembros clave del equipo que ganó la Copa Africana de Naciones 1992 como Abdoulaye Traoré y Donald-Olivier Sie.
ASEC envía muchos de sus jóvenes futbolistas a jugar en el KSK Beveren en la Primera División de Bélgica, club con el que mantiene acuerdos de colaboración. Guillou, ha abandonado el ASEC para convertirse en el director deportivo en el Beveren. El ASEC también está vinculado con el Charlton Athletic inglés desde el 1 de mayo de 2006 para beneficiarse de la academia del ASEC en el futuro.

## Entrenadores
- Tronnou Seho (1947–50)
- Domingo Koffi (1950–53)
- Guy Fabre (1954–59)
- Bakary Touré (1960–62)
- Koffi Faustin (1962–65)
- Ignace Wognin (1966–69)
- André Sokoury (1969–70)
- Gérard Gabo (1970–71)
- Orlando (1971–72)
- Jean-Baptiste Anzian (1972–75)
- Yobouët Konan (1975–76)
- Ignace Wognin (1976–78)
- Bernard Vinc (1978–79)
- Guy Fabre (1979–80)
- Assane (1981–84)
- Gérard Gabo (1984–86)
- Drissa "Saboteur" Traoré (1986–87)
- Phillipe Garot (1987–89)
- Philippe Troussier (1990–92)
- Eustache Manglé (1992–93)
- Charles Roessli (1993–94)
- Mamadou Zaré (1994–95)
- Yobouët Konan (1995–96)
- Oscar Fulloné (1996–98)
- Jean-Marc Guillou (1998–99)
- Michel Decastel (1999–01)
- Drissa "Saboteur" Traoré (2001–02)
- Basile Aka Kouamé (2002–03)
- Patrick Liewig (2003–09)
- Maxime Gouaméné (2009–10)
- Sébastien Desabre (2010–13)
- Benoit You (2013-14)
- Gigi (2014)
- Alain Gouaméné (2014-15)
- Gigi (2016-17)
- Amani Yao César Lamber (2017-19)
- Julien Chevalier (2019-)

## Palmarés

### Torneos nacionales
- Primera División de Costa de Marfil (29):

1963, 1970, 1972, 1973, 1974, 1975, 1980, 1990, 1991, 1992, 1993, 1994, 1995, 1997, 1998, 2000, 2001, 2002, 2003, 2004, 2005, 2006, 2009, 2010, 2017, 2018, 2021, 2022, 2023
- Copa de Costa de Marfil (22):

1957, 1962, 1967, 1968, 1969, 1970, 1972, 1973, 1983, 1990, 1995, 1997, 1999, 2003, 2005, 2007, 2008, 2011, 2013, 2014, 2018, 2023
- Copa Houphouët-Boigny (15):

1975, 1980, 1983, 1990, 1994, 1995, 1997, 1998, 1999, 2004, 2006, 2007, 2008, 2009, 2012

### Torneos internacionales
- Campeonato de Clubes de la WAFU (1): 1990.
- Liga de Campeones de la CAF (1): 1998.
- Supercopa de la CAF (1): 1999.
- Subcampeón del Campeonato de Clubes de la WAFU (1): 1989.
- Subcampeón de la Liga de Campeones de la CAF (1): 1995.

## Participación en competiciones de la CAF
Nota: En negrita competiciones activas.
| Competición                                            | Temp. | PJ  | PG  | PE | PP | GF  | GC  | Dif. | Puntos | Títulos | Subtítulos |
| ------------------------------------------------------ | ----- | --- | --- | -- | -- | --- | --- | ---- | ------ | ------- | ---------- |
| Liga de Campeones de la CAF                            | 28    | 200 | 102 | 46 | 52 | 303 | 182 | +121 | 352    | 1       | 1          |
| Copa Confederación de la CAF                           | 8     | 50  | 23  | 13 | 14 | 58  | 44  | +14  | 82     | –       | –          |
| Supercopa de la CAF                                    | 1     | 1   | 1   | 0  | 0  | 3   | 1   | +2   | 3      | 1       | –          |
| Recopa Africana                                        | 4     | 18  | 9   | 2  | 7  | 29  | 22  | +7   | 29     | –       | –          |
| Total                                                  | 41    | 269 | 135 | 61 | 73 | 393 | 249 | +144 | 466    | 2       | 1          |
| Actualizado a la Copa Confederación de la CAF 2022-23. |       |     |     |    |    |     |     |      |        |         |            |

#### Participaciones
- Liga de Campeones de la CAF (28): 1971, 1973, 1974, 1975, 1976, 1981, 1991, 1992, 1993, 1995, 1996, 1998, 1999, 2001, 2002, 2003, 2004, 2005, 2006, 2007, 2008, 2009, 2010, 2011, 2018, 2018-19, 2021-22, 2022-23.

- Supercopa de la CAF (1): 1999.

- Copa Confederación de la CAF (8): 2009, 2011, 2012, 2013, 2017, 2018, 2021-22, 2022-23.

- Recopa Africana (4): 1983, 1984, 1987, 2000.